# Cilleruelo de Arriba
Cilleruelo de Arriba es la denominación de una villa y de un municipio, código INE-104, en el partido judicial de Lerma, comarca de Arlanza, provincia de Burgos, Castilla la Vieja, hoy comunidad autónoma de Castilla y León (España).

## Geografía
Dista 51 km de la capital. Tiene un área de 18,49 km².
Forma parte de la Mancomunidad de La Yecla, con sede en Santa María del Mercadillo.

### Comunicaciones
- En coche: por la autovía A1 (Madrid-Irún) cogemos la salida número 185. En sentido ascendente de la kilometración, hacia Burgos, la salida indica "Pineda Trasmonte. Cilleruelo de Abajo". En sentido decreciente, hacia Madrid, indica "Cabañes de Esqueva, Roa, Pineda Trasmonte". Cogemos la antigua nacional 1 en sentido hacia Pineda Trasmonte hasta la Venta de Guímara. Giramos a la derecha, veremos carteles indicativos, Pineda Trasmonte y Cilleruelo de Arriba (a 7 km).

- En autobús: cogemos o bien desde la estación de Aranda de Duero o desde Burgos la línea de Continental-Auto Burgos-Aranda hasta la Venta de Guímara. Una vez allí, o bien nos vienen a buscar, damos un paseo de 7 km o tendremos que esperar a que pase el autobús especial entre Lerma y Pinilla

## Historia

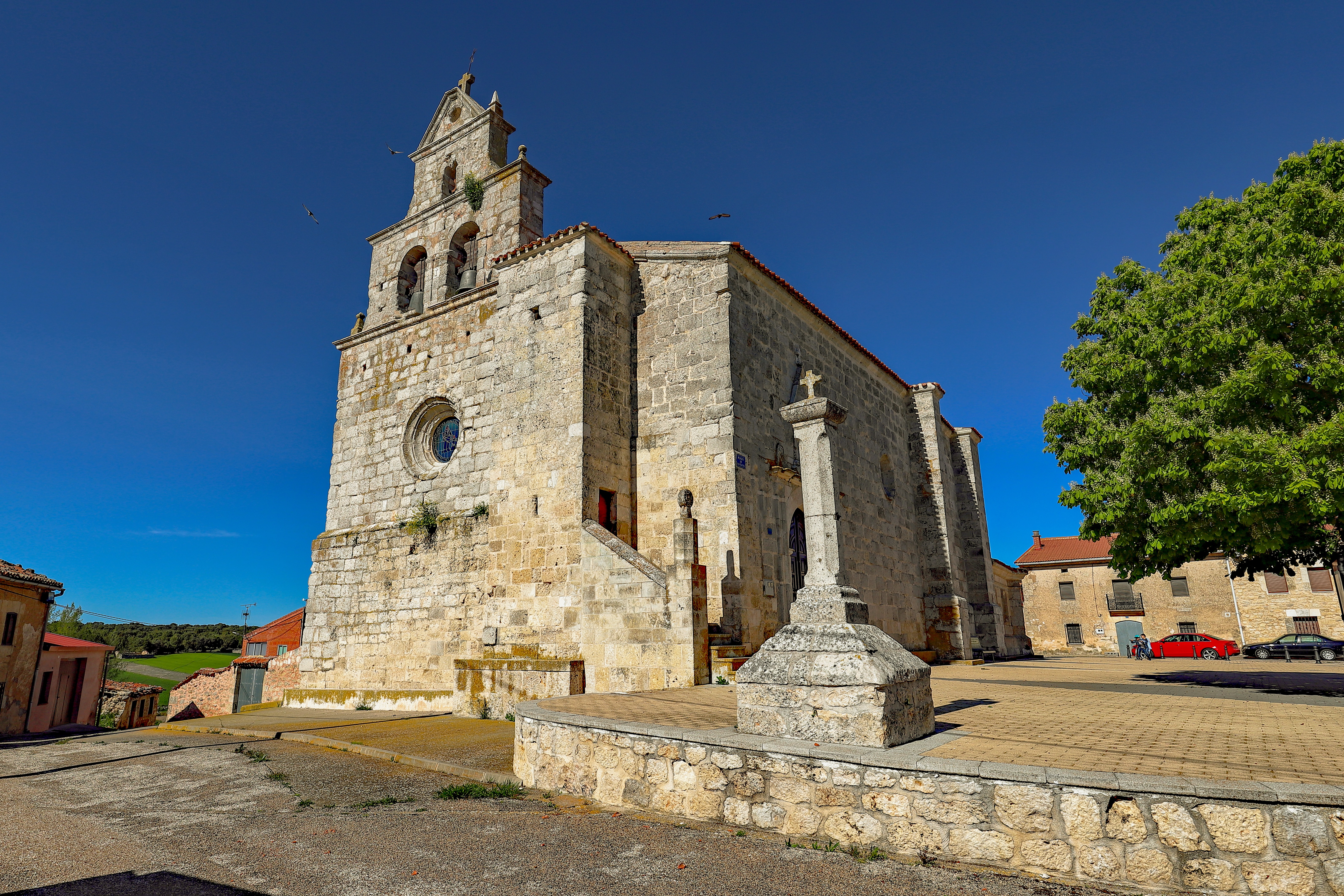
Iglesia de Santa María de la Torre

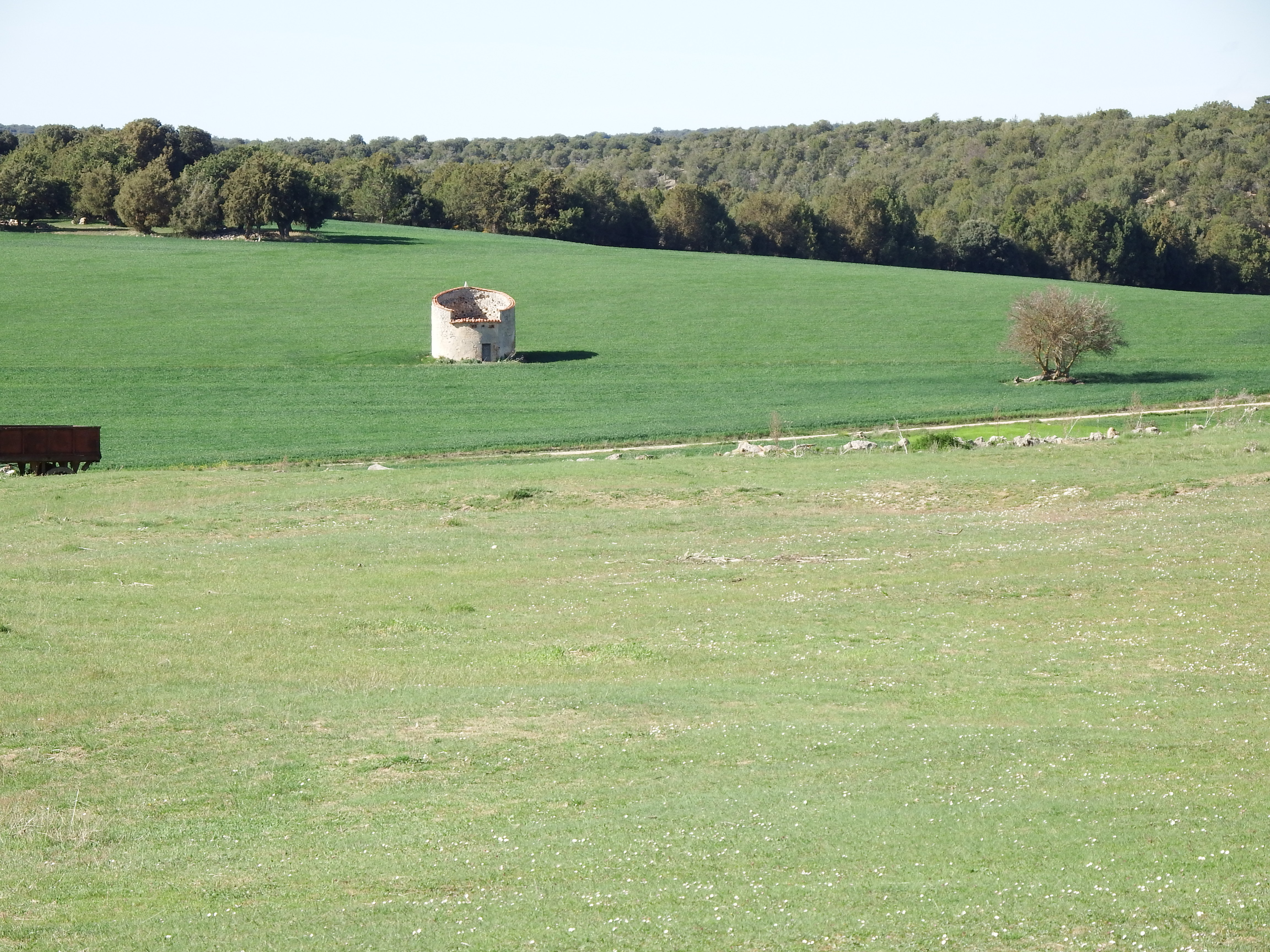
Paisaje y palomar

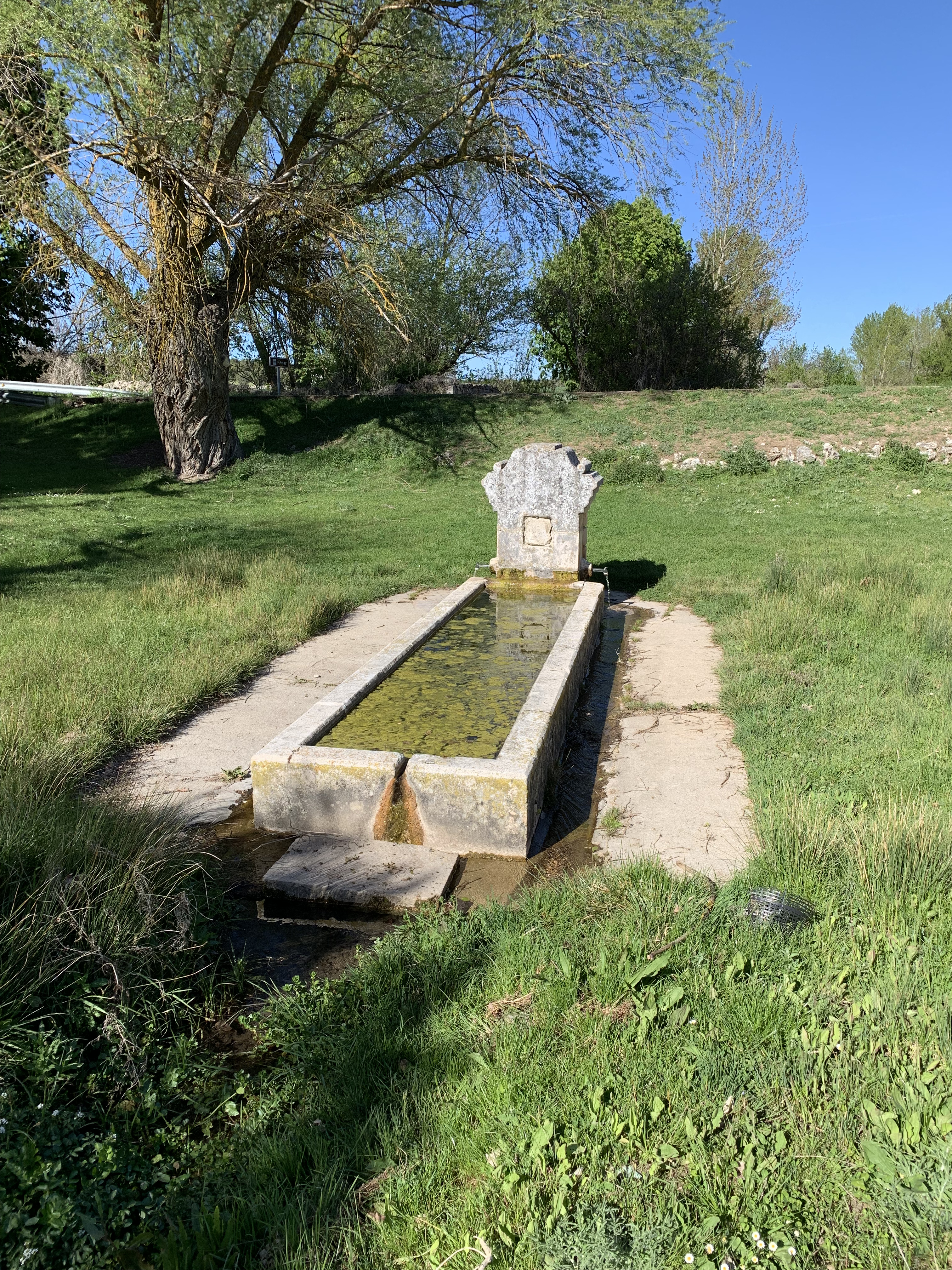
Fuente

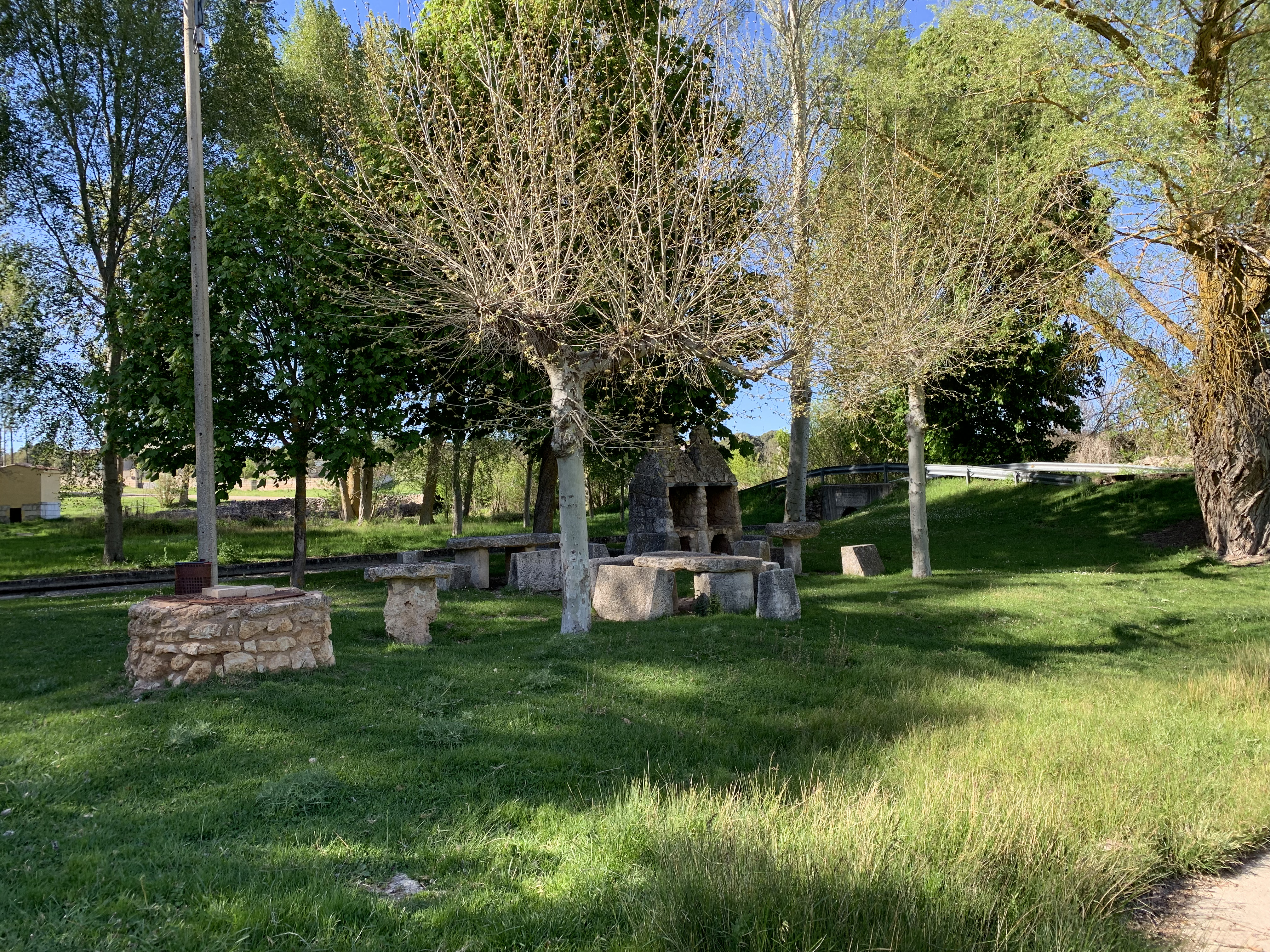
Parque

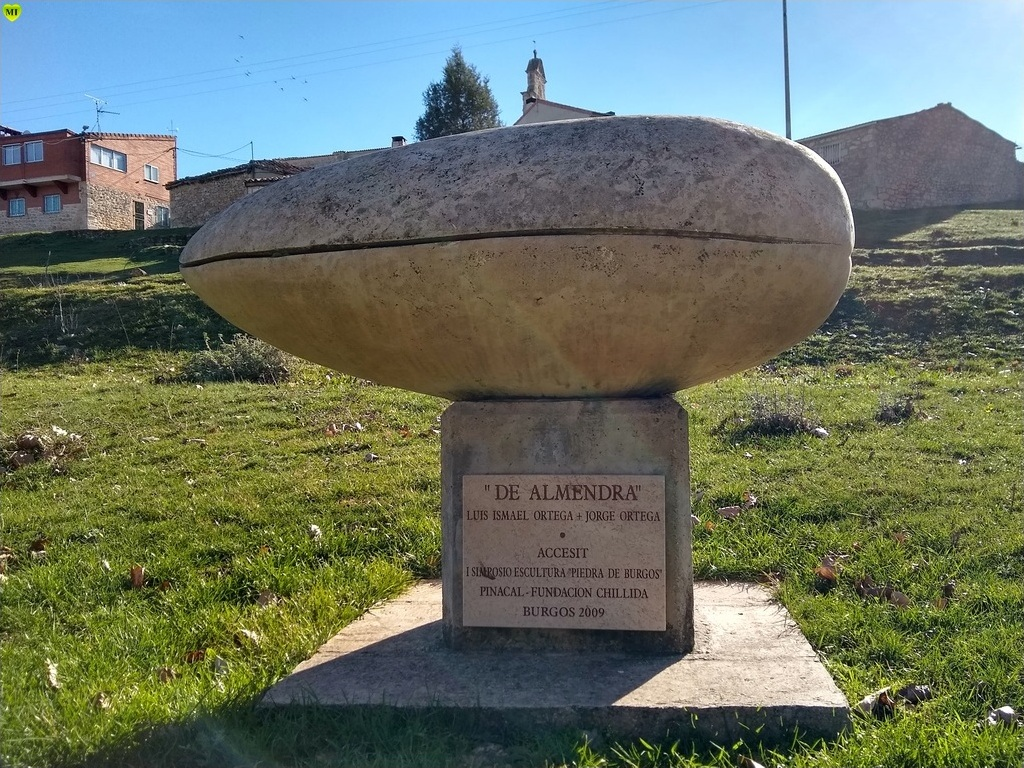
"De almendra"

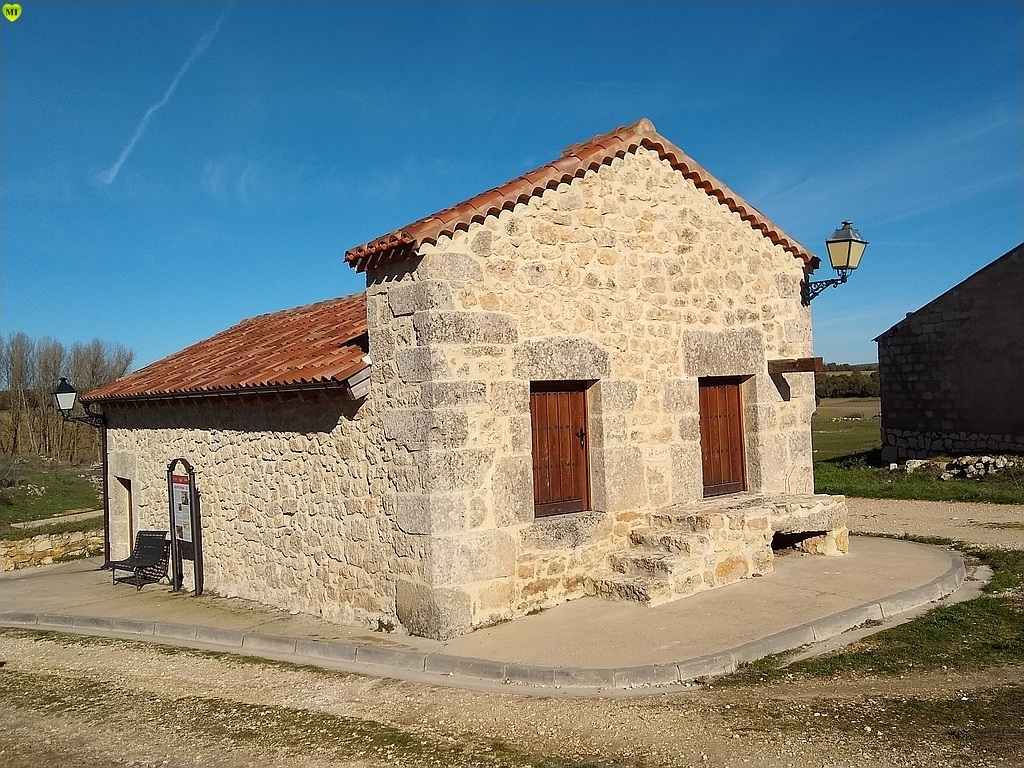
Lagar de Santiago

### Fundación
La primera referencia documental de Cilleruelo la leemos en el Cartulario del Monasterio de San Pedro de Arlanza y es del año 1092 de Cristo. Pero, para entonces, la villa ya contaba con casi dos siglos de existencia y se presentaba organizada y colocada en la vorágine de donaciones religiosas, compraventas e intereses. La personalidad actual de las Villas situadas a la derecha del río Esgueva son fundadas entre los años 900 y 920. No pudo ser antes, pues la Reconquista de la España ocupada por los árabes, marchaba de norte a sur. Castilla nació (año 800) en los Valles de las Merindades; subió a los Páramos (850); Burgos fue fundada en el 884; al Arlanza se llegó en el 900, protegida por una línea de fortaleza.
Los reconquistadores eran al mismo tiempo repobladores. Pequeños grupos de familias abandonaban la retaguardia y al llegar a la frontera, los condes les señalaban términos en los que alzar villas. Nacía el concejo de hombres iguales y libres y una vida se iniciaba para unos hombres conscientes de su misión y sus peligros, pues los árabes ocupantes no consentían esta expansión cristiana. El siglo X fue muy duro para aquellos antepasados nuestros.
Cilleruelo tuvo su guía y capitán: un don FERNANDO del que sólo sabemos el nombre; pero que quienes conocen la Historia averiguan por semejanza lo demás. La comarca tiene hombres similares: por ejemplo, don Sandino, fundador de Torresandino; don Fruela, de Villafruela; don Fabone, de Bahabón; Fanio Orecoz, de Cilleruelo de Abajo. Don FERNANDO o FERRANDO como dicen los pergaminos, de Cilleruelo de Arriba. Eran hombres de carácter, mitad soldados y mitad labradores, que conocían la técnica reconquistadora y colonizadora. Don Fernando ordenó la población se sencillas choza, tan sencillas como la pequeña iglesia con su pórtico y la sencilla torre de abnuda (vigilancia) para advertir a tiempo el peligro. Los vecinos señalaron los terrenos comunales, pastos y montes; la parte reservada al conde y las parcelas familiares. Se construyó un molino harinero en el arroyo cabecera del Henar. Urgentes eran también las cepas y el ganado. Cilleruelo fue incluido en el alfoz de Clunia.
Cien años más tarde, la paz se instaló en estos campos y la prosperidad se acrecentó. Cilleruelo de Fernando creció, mejoró su iglesia y caserío, se abrió al mercado y a la actividad exterior. Los hombres acudían al fonsado (campaña); venían autoridades condades, eclesiásticas; venían compradores de tierras y la Villa era una más en la ilusión de aquella primera Castilla.
En 1092, día 12 de junio, doña Mayor, viuda del magnate don Álvaro Álvarez, dicta una escritura al monje escribano del monasterio de San Pedro del Arlanza. Al acto han accedido personajes importantes y seis abades. Doña Mayor siente una profunda preocupación por sus hijos y nietos, que cada año acuden a la llamada del rey Alfonso VI y salen a campaña, a proseguir la Reconquista con la incertidumbre de si volverán con vida, pues la suerte de la guerra es varia y la muerte es compañera del soldado. Doña Mayor ofrece una partida de sus bienes a los monjes del Arlanza y a su abad Vicente para que recen por sus hijos y descendientes. Si estos vuelven vivos y quieren comprar tales bienes pagarán cien suelos de plata a los monjes. Luego menciona tales haciendas y en una cláusula leemos: "y también los que poseo en Cilleruelo de Ferrando".
Nuestra villa se desarrollaba, pues, en el dinámico ambiente de cada uno de sus tiempos. Así, en 1250, hallamos su nombre en el libro de préstamos de la Catedral de Burgos, encuadrada en el arcedianato de Palenzuela y con la suma de 40 maravedises que en aquel año significaba el valor de 400 corderos. En el siglo XIV, en el que se le llama Cilleruelo a secas, sin el apellido del fundador Ferrando. La Behetría era un derecho que tenían las villas de Castilla de elegir un Benefactor o Protector cuyo titular podían cambiar cuando quisieran y al que se le entregaban algunos estipendios por sus servicios. El libro era también un registro de la Hacienda Real, que resumía las prestaciones de cada uno con la Corona.
Cilleruelo tenía por Benefactor a Juan Rodríguez de Sandoval, de una familia muy poderosa. La villa figura en la merindad de Santo Domingo de Silos y, curiosamente, en la ficha de Cilleruelo no se incluyen los derechos del Rey sobre la Villa ¿Tenía algún privilegio especial para no pagar ningún impuesto u obligación como los que llamaban servicios o moneda forera? Es posible, pues algunas villas estaban exentas. Tampoco aquí figuran los diviseros, una lista de caballeros que percibían algunos derechos económicos. Los vecinos de Cilleruelo pagaban al benefactor la llamada infurción, lo que hoy llamamos impuestos de solares. Cada hogar (fumo = humo, dice el libro), pagará al señor una fanega de cebada y media de trigo; quien tenga un par de bueyes contribuirá con cuatro maravedises y quien sólo tenga un buey con dos; cada vecino dará al año una gallina y el conejo entregará 40 maravedises. Se advierte que el maravedí de 1350 estaba muy desvalorizado en relación con el de 1250, éste valía diez corderos y aquel una gallina... No salían mal librados los vecinos con la Hacienda.
Una nota característica en la historia de Cilleruelo: Su sentido de la independencia municipal. En la Edad Media resultaba difícil mantenerla frente a la presión de los pocos inversores que en esos siglos había, de la propiedad del suelo se pasaba pronto a la jurisdicción civil y criminal, cedidas o compradas a los Reyes. Por otra parte, el sentido patrimonial que ellos tenían de las cosas del vecino les empujaba a donaciones universales a la nobleza y a la Iglesia y así había villas sujetas al régimen señorial y al eclesiástico, episcopal o abadengo. Cilleruelo navegó incólume, aunque por defender su integridad no le faltaron pleitos, según podemos leer en los documentos de su archivo municipal.
En el archivo de la Catedral de Burgos podemos seguir episodios referidos a la Villa. A fines del siglo XVI, Cilleruelo ya es conocido con el apellido de ARRIBA, para distinguirle del cercano Cilleruelo de Abajo y de los otros homónimos de la Provincia. En el año 1591 formaba partido con Bahabón, Oquillas y entre los tres pueblos sumaban 66 vecinos, corta población. En los siglos XVII y XVIII, en los estilos barroco y churrigueresco se construyeron los retablos de la iglesia parroquial de nuestra Señora de la Torre. Cilleruelo de Arriba ostentaba el título de Villa y su régimen realengo. Villa encuadrada en la categoría de pueblos solos del partido de Aranda de Duero, jurisdicción de realengo con Alcalde Ordinario.
A la caída del Antiguo Régimen queda constituido como ayuntamiento constitucional del mismo nombre, en el partido de Lerma perteneciente a la región de Castilla la Vieja. En 1843 la población sumaba 136 habitantes, presidida por la iglesia de Santa María de la Torre. Funcionaba una escuela rural para 30 alumnos y a su preceptor le pagaban 30 fanegas de comuña al año. Se califican de buenos el suelo y el clima. Su término ofrecía enebros y encinas. Un molino fabricaba harina cuando las aguas del arroyo cercano lo consentían.
En 1900 los habitantes eran ya 434 y así se mantuvo hasta los años sesenta del siglo XX, en los que la Villa comenzó a sentir los cambios inevitables de la economía y sociología.

## Demografía
Cilleruelo de Arriba cuenta con una población de 49 habitantes (INE 2024).
| Gráfica de evolución demográfica de Cilleruelo de Arriba entre 1842 y 2021                                            |
| |
| Población de derecho según los censos de población del INE. Población de hecho según los censos de población del INE. |

| 1991 |  | 1996 |  | 2001 |  | 2004 |
| ---- |  | ---- |  | ---- |  | ---- |
| 97   |  | 83   |  | 80   |  | 72   |

## Cultura

### Fiestas
- San Quirico y Santa Julita, 16 de junio

Durante este fin de semana se alternan verbenas el viernes y el sábado por la noche con la misa-procesión del domingo grande, en el que se sacan a los patrones de la Villa.
- Santa María de la Torre, 8 de septiembre